# Nick Pitarra

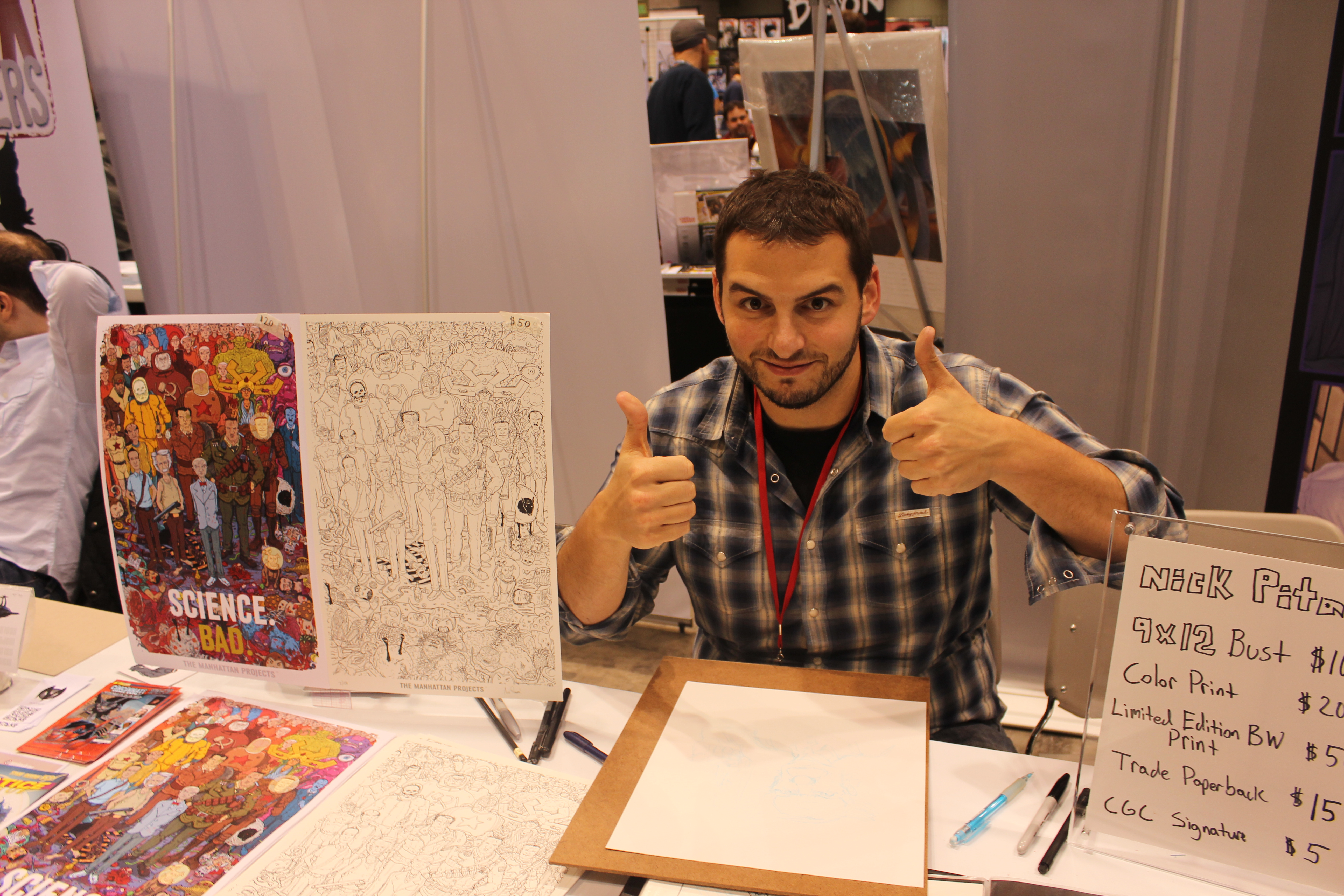
Nick Pitarra, na Chicago Comic & Entertainment Expo (C2E2), em 2013.

Nick Pitarra é um desenhista de histórias em quadrinhos americanas. Ao lado da colorista Jordie Bellaire, ilustra a série The Manhattan Projects, escrita por Jonathan Hickman. Publicada pela Image Comics desde 2012, a série se tornou um dos maiores sucessos de venda da editora no ano de seu lançamento e foi indicada ao Eisner Award de "Melhor Série" no ano seguinte.